# Enric Bosch i Viola
Enric Bosch i Viola (Figueres, 1882 – Sant Feliu de Guíxols, 1932) fou un periodista català, director del setmanari satíric-humorístic L'Avi Muné.
Nascut a Figueres, la seva família es va desplaçar a viure a Palafrugell i anys després aniria a residir a Sant Feliu de Guíxols. En aquesta ciutat, es va fer càrrec de la direcció, administració i comercialització de la revista humorística L'Avi Muné entre els anys 1918 i 1932. També en fou el propietari.
Aquest setmanari escrit en català i de tendència catalanista, per la seva llarga existència i per la importància del seus col·laboradors, va ser una de les publicacions més rellevants d'aquesta ciutat. Va comptar amb grans firmes com Caterina Albert (Víctor Català), Ferran Agulló i Vidal, Salvador Albert Pey, Gaziel, Joan Arús i Colomer, Joaquim Ruyra, Octavi Saltor i Soler, entre d'altres.
D'aquest setmanari ressalta especialment els números dedicats a la Festa Major, on Bosch incloïa brillants articles sobre la ciutat i publicava també monogràfics dedicats a l'escriptor Àngel Guimerà i al músic guixolenc Juli Garreta Arboix.
Els inicis d'aquest setmanari estaven marcats per una clara tendència radical, on la informació que s'hi oferia era de caràcter social i fins i tot, de tafaneria local, cròniques municipals o seccions dedicades al futbol. Amb el temps, la direcció va fer un gir cap a una clara moderació i L'Avi Muné es transformà en un setmanari “modern, ben informat i notablement col·laborat”, com el va definir el mateix Bosch l'any 1927.
Enric Bosch va morir a Sant Feliu de Guíxols el mes d'agost de 1932.